# Leuctra ketamensis
Leuctra ketamensis är en bäcksländeart som beskrevs av Sánchez-ortega och Azzouz 1997. Leuctra ketamensis ingår i släktet Leuctra och familjen smalbäcksländor. Inga underarter finns listade i Catalogue of Life.